# Leucettusa tubulosa
Leucettusa tubulosa är en svampdjursart som beskrevs av Arthur Dendy 1924. Leucettusa tubulosa ingår i släktet Leucettusa och familjen Leucaltidae.
Artens utbredningsområde är havet kring Nya Zeeland. Inga underarter finns listade i Catalogue of Life.